# Symphlebia suanoides
Symphlebia suanoides là một loài bướm đêm thuộc phân họ Arctiinae, họ Erebidae.